# 本庄朝次
本庄 朝次（ほんじょう ともつぐ、生没年不詳）は、鎌倉時代の武蔵国児玉郡本庄（現在の埼玉県本庄市出身）の武士と考えられる（備中国で生まれた可能性もある）。児玉党系本庄氏（家次系本庄氏）の2代目、あるいは備中庄氏の2代目と考えられているが、議論の余地が残っており、断定はできない。生まれは、武蔵の栗崎館、あるいは備中の猿掛城かその居館と考えられる。通称は新左衛門尉だが、のちに大瀧左衛門尉となる（一部の『武蔵七党系図』では太郎左衛門尉）。

## 吾妻鑑における記述
備中国に土着した庄三郎右衛門家次の嫡子とされる（系図上では、家次→朝次→有次とある）。『吾妻鏡』には、「本庄四郎左衛門尉時家（家次の弟）」と共に「本庄新左衛門尉朝次」の名があり、13世紀中頃の嘉禎4年（1238年）2月17日条に4代将軍藤原頼経の入洛に際し、192騎いる先陣の御所随兵の25番にその名が見られるが、阿保、猪俣、四方田など武蔵国児玉郡周辺の武士と並べて記されている。また、同年6月5日条に、将軍家春の御輿としてその名が見られる。
一考察として、家次が備中へ移住した事で、庄氏本家の領地を弟の時家が守る事となったが、家次の子息である朝次も武蔵国へあずけられ、時家と共に活動したと言う。

## 庄氏分家となる
父家次は、児玉党の本宗家6代目であった庄小太郎頼家（家次の兄）の戦死により、結果として庄氏本宗家を継ぎ、7代目となったが、その後、備中庄氏として西日本で活動し続けた。その子息である朝次だが、児玉党本宗家の領地を継がず、秩父郡へ移住した（後述）。本宗家の子息となりながらも分家に甘んじたのである（児玉党＝児玉庄氏の本宗家は父家次の弟である時家が継いだ）。
『吾妻鏡』の表記を誤記であると考えた場合、「本庄 新左衛門尉 朝次（本庄朝次）」ではなく、本来は、「庄 新右衛門 朝次（庄朝次）」と考えられる（家次が本庄氏を名乗っていないと考えた場合）。または、年代的から見て、時家と共に本庄氏を名乗った可能性もある（この考えに従うと、彼も初めて本庄氏を名乗った1人に挙げられる）。児玉党本宗家5代目であった庄太郎家長の三男である家次と、四男である時家の、どちらかが本庄氏を名乗ったものと考えられているが、本宗家を継いだ家次が氏を新たに名乗る必要性がない事と、弟である時家が兄と同じ氏を名乗る事の不自然さ、そして、家次が備中の庄氏となった事を考えても、本庄氏を初めて名乗ったのは時家の方だと考えられる（むしろ庄氏の家督を継がなかったからこそ、本庄氏は生じたものと考えられる）。
児玉庄氏の伝承通りであるのなら、彼が猿掛城の3代城主と考えられるが、家次の他の子息が継いだ可能性もある。

## 秩父郡への移住と系図の問題
『児玉党系図』では、「本庄二郎左衛門家次（庄家次）の子、大瀧左衛門尉朝次」として名が記されている。これは後に、武蔵国秩父郡大瀧（秩父南部）へ移住し、その際に改めた為、新左衛門尉から大瀧左衛門尉になったと記されている。
系図では、家次→朝次→時次→有次とあるが、太郎有次の三人の弟の通称が、三郎助次、四郎重次、五郎氏次であり、二郎の通称を持った弟がいない事から、時次は父ではなく、有次の弟の1人と考えられる。遵って、朝次の子息が、有次、時次、助次、重次、氏次となる。児玉党の系図では、たびたび本宗家一族の系譜を長く見せる為、嫡男を次男の子息とする（一世代をずらす）改編が見られ、本来は、有次が朝次の嫡男とみられる。活躍した年代的にも違和感なく合致する。
後世、創られた系図が複数存在している事もあって、系図上に記されている事がどこまで信憑性があるのかが問題であり、家次系本庄氏の系図も時家系本庄氏と同様にまだ謎が多い。

## その他
- 一部の『武蔵七党系図』には、「太郎左衛門尉」とある。何分、諸々の観点から怪しい部分も見られる系図なので、太郎新左衛門尉の誤りとも考えられる。
- 時家が児玉郡北部の本拠で構え、朝次が秩父郡南部に移住して、武蔵国西部域における本庄氏の勢力基盤を安定させたものと考えられる。
- 複数の系図の観点から有次までは本庄氏を名乗っていたものと見られ、本格的に備中へ居住した有次以後の世代は庄氏を称している。